# Кудрявцев Олександр Михайлович
Кудрявцев Олександр Михайлович (нар. 26 жовтня 1985) — колишній російський тенісист.
Найвищу одиночну позицію світового рейтингу — 117 місце досяг 2 лютого 2015, парну — 70 місце — 7 листопада 2011 року.
Найвищим досягненням на турнірах Великого шолома було 2 коло в одиночному та парному розрядах.
Завершив кар'єру 2017 року.

## Досягнення в одиночних змаганнях
| W | Ф | ПФ | ЧФ | #Р | КТ | К# | DNQ | A | NH |

Таблиця містить результати до Відкритого чемпіонату США 2016.
| Турнір                                 | 2008 | 2009 | 2010 | 2011 | 2012 | 2013 | 2014 | 2015 | 2016 | SR    | В-П |
| -------------------------------------- | ---- | ---- | ---- | ---- | ---- | ---- | ---- | ---- | ---- | ----- | --- |
| Відкритий чемпіонат Австралії з тенісу | К3р  | К3р  |      | К1р  | 1р   |      | К1р  | 1р   | К3р  | 0 / 2 | 0–2 |
| Відкритий чемпіонат Франції з тенісу   |      |      |      | К1р  |      |      |      | К2р  | К1р  | 0 / 0 | 0–0 |
| Вімблдонський турнір                   | К3р  | К2р  | К2р  | К2р  | К1р  |      |      | К1р  | 1р   | 0 / 1 | 0–1 |
| Відкритий чемпіонат США з тенісу       | К2р  | К1р  | К2р  |      |      |      | 2р   | К2р  | К1р  | 0 / 1 | 1–1 |
| В-П                                    | 0–0  | 0–0  | 0–0  | 0–0  | 0–1  | 0–0  | 1–1  | 0–1  | 0–1  | 0 / 4 | 1–4 |
| Рейтинг на кінець року                 | 208  | 205  | 159  | 158  | 275  | 268  | 119  | 164  | 193  |       |     |

## Фінали за кар'єру

### Фінали турнірів ATP за кар'єру

#### Парний розряд: 1 (1 поразка)
| Легенда                    |
| -------------------------- |
| Великий Шлем (0–0)         |
| Tennis Masters Cup (0–0)   |
| Тур ATP Masters 1000 (0–0) |
| Тур ATP 500 series (0–0)   |
| Тур ATP 250 series (0–1)   |

| Титули за покриттям |
| ------------------- |
| Тверде (0–1)        |
| Ґрунт (0–0)         |
| Трава (0–0)         |
| Килим (0–0)         |

| Результат | Ранг | Дата           | Турнір                 | Покриття   | Партнер       | Суперники                  | Рахунок               |
| --------- | ---- | -------------- | ---------------------- | ---------- | ------------- | -------------------------- | --------------------- |
| Поразка   | 1.   | 30 жовтня 2011 | Санкт-Петербург, Росія | Тверде (i) | Михайло Єлгін | Колін Флемінг Росс Гатчінс | 3–6, 7–6(7–5), [8–10] |

## Фінали челленджерів і ф'ючерсів

### Одиночний розряд: 17 (6–11)
| Легенда            |
| ------------------ |
| Челленджери (0–10) |
| Ф'ючерс (6–1)      |

| Результат | Ранг | Дата              | Турнір                                   | Покриття   | Суперник             | Рахунок            |
| --------- | ---- | ----------------- | ---------------------------------------- | ---------- | -------------------- | ------------------ |
| Поразка   | 1.   | 22 квітня 2006    | Ґулістан (місто, Узбекистан), Узбекистан | Тверде     | Теодор-Дачан Кречун  | 0–6, 6–4, 6–7(5–7) |
| Перемога  | 2.   | 3 лютого 2007     | Делі, Індія                              | Тверде     | Тодор Енев           | 6–4, 6–2           |
| Перемога  | 3.   | 19 травня 2007    | Мінськ, Білорусь                         | Тверде     | Іван Церович         | 6–2, 6–4           |
| Поразка   | 4.   | 8 лютого 2009     | Вроцлав, Польща                          | Тверде (i) | Міхаель Беррер       | 3–6, 4–6           |
| Перемога  | 5.   | 20 березня 2010   | Астана, Казахстан                        | Тверде (i) | Євген Донской        | 6–4, 6–3           |
| Перемога  | 6.   | 1 травня 2010     | Наманган, Узбекистан                     | Тверде     | Денис Молчанов       | 6–4, 6–4           |
| Поразка   | 7.   | 25 вересня 2010   | Бангкок, Таїланд                         | Тверде     | Григор Димитров      | 4–6, 1–6           |
| Поразка   | 8.   | 19 березня 2011   | Гуанчжоу, КНР                            | Тверде     | Володимир Ігнатик    | 4–6, 4–6           |
| Поразка   | 9.   | 11 вересня 2011   | Шанхай, КНР                              | Тверде     | Седрік-Марсель Штебе | 4–6, 6–4, 5–7      |
| Поразка   | 10.  | 19 лютого 2012    | Бергамо, Італія                          | Тверде (i) | Б'єрн Фау            | 4–6, 4–6           |
| Перемога  | 11.  | 15 червня 2013    | Герцлія, Ізраїль                         | Тверде     | Альбано Оліветті     | 5–7, 6–4, 6–4      |
| Перемога  | 12.  | 22 червня 2013    | Герцлія, Ізраїль                         | Тверде     | Ешлі Г'юїтт          | 6–3, 6–4, 6–3      |
| Поразка   | 13.  | 8 лютого 2014     | Ченнай, Індія                            | Тверде     | Юкі Бгамбрі          | 6–4, 3–6, 5–7      |
| Поразка   | 14.  | 15 червня 2014    | Фергана, Узбекистан                      | Тверде     | Блаж Кавчич          | 4–6, 6–7(8–10)     |
| Поразка   | 15.  | 22 червня 2014    | Тяньцзінь, КНР                           | Тверде     | Блаж Кавчич          | 2–6, 6–3, 5–7      |
| Поразка   | 16.  | 21 червня 2015    | Фергана, Узбекистан                      | Тверде     | Теймураз Габашвілі   | 2–6, 0–1 ret.      |
| Поразка   | 17.  | 29 листопада 2015 | Тойота, Японія                           | Килим (i)  | Йосіхіто Нісіока     | 3–6, 4–6           |

### Парний розряд: 55 (33–22)
| Легенда                 |
| ----------------------- |
| ATP Челленджери (21–15) |
| ITF Ф'ючерс (12–7)      |

| Результат | Ранг | Дата              | Турнір                                        | Покриття   | Партнер                 | Суперник                                             | Рахунок                 |
| --------- | ---- | ----------------- | --------------------------------------------- | ---------- | ----------------------- | ---------------------------------------------------- | ----------------------- |
| Перемога  | 1.   | 9 липня 2004      | Оберштауфен, Німеччина                        | Ґрунт      | Вадим Давлетшин         | Валентіно Пест Александер Васке                      | 4–6, 6–3, 7–6           |
| Поразка   | 2.   | 5 серпня 2005     | Саранськ, Росія                               | Ґрунт      | Костянтин Кравчук       | Зімон Штадлер Флавіо Чіполла                         | 6–7(2–7), 6–4, 6–7(3–7) |
| Поразка   | 3.   | 13 серпня 2005    | Сергієв Посад, Росія                          | Ґрунт      | Олексій Кедрюк          | Михайло Єлгін Михайло Філіма                         | 2–6, 4–6                |
| Поразка   | 4.   | 22 квітня 2006    | Ґулістан (місто, Узбекистан), Узбекистан      | Тверде     | Костянтин Кравчук       | Михайло Єлгін Олексій Кедрюк                         | 7–5, 4–6, 4–6           |
| Перемога  | 5.   | 27 травня 2006    | Київ, Україна                                 | Ґрунт      | Олександр Красноруцький | Андрій Столяров Олександр Ярмола                     | 6–3, 3–6, 6–2           |
| Перемога  | 6.   | 4 червня 2006     | Черкаси, Україна                              | Ґрунт      | Олександр Красноруцький | Сергій Бубка Олександр Недовєсов                     | 6–3, 4–6, 6–2           |
| Перемога  | 7.   | 25 червня 2006    | Мінськ, Білорусь                              | Тверде     | Олександр Красноруцький | Олександр Бурий Кирило Горбатюк                      | 7–5, 6–3                |
| Поразка   | 8.   | 20 серпня 2006    | Вроцлав, Польща                               | Ґрунт      | Олександр Красноруцький | Давід Новак Мартін Вацек                             | 6–4, 5–7, 2–6           |
| Перемога  | 9.   | 27 серпня 2006    | Познань, Польща                               | Ґрунт      | Олександр Красноруцький | Томаш Беднарек Мацей Ділай                           | 2–6, 7–5, 6–1           |
| Поразка   | 10.  | 19 листопада 2006 | Сергієв Посад, Росія                          | Тверде (i) | Олександр Красноруцький | Давід Клір Філіп Полашек                             | 6–7(6–8), 6–7(5–7)      |
| Перемога  | 11.  | 26 листопада 2006 | Новомосковський адміністративний округ, Росія | Тверде (i) | Олександр Красноруцький | Сарвар Ікрамов Олексій Тихонов                       | 6–1, 6–1                |
| Перемога  | 12.  | 2 лютого 2007     | Нью-Делі, Індія                               | Тверде     | Олексій Кедрюк          | Сандіп Кіртане Пурав Раджа                           | 6–4, 6–2                |
| Поразка   | 13.  | 23 лютого 2007    | Браунсвілл, США                               | Тверде     | Горія Текеу             | Ніколас Монро Ізак ван дер Мерве                     | 5–7, 6–7(5–7)           |
| Поразка   | 14.  | 4 травня 2007     | Острава, Чехія                                | Ґрунт      | Олександр Красноруцький | Баштіан Кніттель Лукаш Росол                         | 6–2, 5–7, [9–11]        |
| Перемога  | 15.  | 25 травня 2007    | Мінськ, Білорусь                              | Тверде     | Олександр Красноруцький | Олів'є Шарруен П'єрр-Людовік Дюкло                   | 2–6, 6–3, 6–2           |
| Поразка   | 16.  | 22 червня 2007    | Алмати, Казахстан                             | Ґрунт      | Олексій Кедрюк          | Каміл Чапкович Іван Додіг                            | 4–6, 6–3, [7–10]        |
| Поразка   | 17.  | 29 червня 2007    | Алмати, Казахстан                             | Ґрунт      | Олексій Кедрюк          | Теодор-Дачан Кречун Флорін Мерджа                    | 2–6, 1–6                |
| Перемога  | 18.  | 27 липня 2007     | Пенза, Росія                                  | Тверде     | Олександр Красноруцький | Мурад Іноятов Денис Істомін                          | 6–1, 4–6, [10–4]        |
| Перемога  | 19.  | 17 серпня 2007    | Бухара, Узбекистан                            | Тверде     | Євген Кириллов          | Данило Арсенов Ваджа Узаков                          | 6–3, 6–1                |
| Поразка   | 20.  | 31 серпня 2007    | Черкаси, Україна                              | Ґрунт      | Сергій Бубка            | Даніель Муньйос де ла Нава Сантьяго Вентура Бертомеу | 2–6, 6–7(4–7)           |
| Перемога  | 21.  | 15 вересня 2007   | Любляна, Словенія                             | Ґрунт      | Олександр Красноруцький | Іван Додіг Ловро Зовко                               | 7–6(11–9), 1–6, [10–6]  |
| Перемога  | 22.  | 22 вересня 2007   | Баня-Лука, Боснія і Герцеговина               | Ґрунт      | Олександр Красноруцький | Дієго Хункейра Владимир Обрадович                    | 6–2, 6–4                |
| Перемога  | 23.  | 16 листопада 2007 | Гельсінкі, Фінляндія                          | Тверде (i) | Михайло Єлгін           | Харрі Хеліовара Генрі Контінен                       | 4–6, 7–5, [13–11]       |
| Поразка   | 24.  | 17 жовтня 2008    | Ташкент, Узбекистан                           | Тверде     | Михайло Єлгін           | Флавіо Чіполла Павел Шнобел                          | 3–6, 4–6                |
| Перемога  | 25.  | 7 листопада 2008  | Астана, Казахстан                             | Тверде (i) | Михайло Єлгін           | Жорж Бастл Марко К'юдінеллі                          | 6–4, 6–7(8–10), [10–8]  |
| Поразка   | 26.  | 1 березня 2009    | Вольфсбург, Німеччина                         | Килим (i)  | Сергій Бубка            | Тревіс Реттенмаєр Кен Скупскі                        | 3–6, 4–6                |
| Поразка   | 27.  | 20 березня 2009   | Бангкок, Таїланд                              | Тверде     | Михайло Єлгін           | Джошуа Гудолл Джозеф Сіріанні                        | 3–6, 1–6                |
| Поразка   | 28.  | 19 квітня 2009    | Йоганнесбург, ПАР                             | Тверде     | Михайло Єлгін           | Жорж Бастл Кріс Гуччоне                              | 2–6, 6–4, [9–11]        |
| Перемога  | 29.  | 24 липня 2009     | Пенза, Росія                                  | Тверде     | Михайло Єлгін           | Олексій Кедрюк Денис Мацюкевич                       | 4–6, 6–3, [10–6]        |
| Поразка   | 30.  | 18 вересня 2009   | Мюлуз, Франція                                | Тверде (i) | Костянтин Кравчук       | Рубен Бемельманс Яннік Мертенс                       | 3–6, 6–7(6–8)           |
| Перемога  | 31.  | 28 листопада 2009 | Тойота, Японія                                | Килим (i)  | Андіс Юшка              | Олексій Кедрюк Дзюн Міцухасі                         | 6–4, 7–6(8–6)           |
| Перемога  | 32.  | 19 березня 2010   | Астана, Казахстан                             | Тверде (i) | Євген Кириллов          | Александер Пея Александер Слабінскі                  | 6–3, 6–4                |
| Перемога  | 33.  | 26 березня 2010   | Алмати, Казахстан                             | Тверде (i) | Євген Кириллов          | Олексій Кедрюк Денис Молчанов                        | 7–5, 6–4                |
| Перемога  | 34.  | 23 квітня 2010    | Андижан, Узбекистан                           | Тверде     | Денис Молчанов          | Михайло Єлгін Олексій Кедрюк                         | 6–2, 6–1                |
| Перемога  | 35.  | 2 липня 2010      | Пальма-дель-Ріо, Іспанія                      | Тверде     | Євген Кириллов          | Марк Форнель Местрес Пабло Мартін Адалія             | 6–4, 6–2                |
| Поразка   | 36.  | 6 листопада 2010  | Астана, Казахстан                             | Тверде (i) | Михайло Єлгін           | Колін Флемінг Росс Гатчінс                           | 3–6, 6–7(10–12)         |
| Перемога  | 37.  | 13 листопада 2010 | Ортізеї, Італія                               | Килим (i)  | Михайло Єлгін           | Томаш Беднарек Міхал Пшисєнжний                      | 3–6, 6–3, [10–3]        |
| Поразка   | 38.  | 5 лютого 2011     | Казань, Росія                                 | Тверде (i) | Михайло Єлгін           | Їв Аллегро Андреас Бек                               | 4–6, 4–6                |
| Поразка   | 39.  | 12 лютого 2011    | Бергамо, Італія                               | Тверде (i) | Михайло Єлгін           | Фредерік Нільсен Кен Скупскі                         | w/o                     |
| Перемога  | 40.  | 19 березня 2011   | Гуанчжоу, КНР                                 | Тверде     | Михайло Єлгін           | Санчай Ратіватана Сончат Ратіватана                  | 7–6(7–3), 6–3           |
| Перемога  | 41.  | 26 березня 2011   | Пінго, КНР                                    | Тверде     | Михайло Єлгін           | Харрі Хеліовара Хозе Стейтам                         | 6–3, 6–2                |
| Поразка   | 42.  | 30 квітня 2011    | Острава, Чехія                                | Ґрунт      | Андіс Юшка              | Олів'є Шарруен Стефан Робер                          | 4–6, 3–6                |
| Перемога  | 43.  | 12 серпня 2011    | Самарканд, Узбекистан                         | Ґрунт      | Михайло Єлгін           | Раду Албот Андрій Кузнєцов                           | 7–6(7–4), 2–6, [10–7]   |
| Перемога  | 44.  | 19 серпня 2011    | Карші, Узбекистан                             | Тверде     | Михайло Єлгін           | Костянтин Кравчук Денис Молчанов                     | 3–6, 6–3, [11–9]        |
| Перемога  | 45.  | 6 листопада 2011  | Еккенталь, Німеччина                          | Килим (i)  | Андре Бегеманн          | Джеймс Серретані Аділ Шамасдін                       | 6–3, 3–6, [11–9]        |
| Перемога  | 46.  | 21 лютого 2013    | Актобе, Казахстан                             | Тверде (i) | Юрій Щукін              | Віктор Балуда Мате Павич                             | 7–6(8–6), 6–2           |
| Поразка   | 47.  | 29 березня 2013   | Новокузнецьк, Росія                           | Тверде (i) | Михайло Єлгін           | Сергій Бетов Михайло Бірюков                         | 1–6, 6–7(3–7)           |
| Перемога  | 48.  | 1 серпня 2014     | Сеговія, Іспанія                              | Тверде     | Віктор Балуда           | Брайден Клейн Нікола Мектич                          | 6–2, 4–6, [10–3]        |
| Поразка   | 49.  | 15 вересня 2014   | Ізмір, Туреччина                              | Тверде     | Малік Джазірі           | Кен Скупскі Ніл Скупскі                              | 1–6, 4–6                |
| Перемога  | 50.  | 22 лютого 2015    | Нью-Делі, Індія                               | Тверде     | Єгор Герасимов          | Ріккардо Гедін Мацуї Тосіхіде                        | 6–7(5–7), 6–4, [10–6]   |
| Перемога  | 51.  | 8 серпня 2015     | Сеговія, Іспанія                              | Тверде     | Денис Молчанов          | Олександр Бурий Андреас Сільєстрем                   | 6–2, 6–4                |
| Перемога  | 52.  | 20 березня 2016   | Гуанчжоу, КНР                                 | Тверде     | Денис Молчанов          | Санчай Ратіватана Сончат Ратіватана                  | 6–2, 6–2                |
| Поразка   | 53.  | 30 липня 2016     | Астана, Казахстан                             | Тверде     | Михайло Єлгін           | Ярослав Шило Андрій Василевський                     | 4–6, 4–6                |
| Перемога  | 54.  | 29 жовтня 2016    | Сучжоу, КНР                                   | Тверде     | Михайло Єлгін           | Андреа Арнабольді Жонатан Ейссерік                   | 4–6, 6–1, [10–7]        |
| Перемога  | 55.  | 19 листопада 2016 | Брешія, Італія                                | Килим (i)  | Михайло Єлгін           | Веслі Колгоф Матве Мідделкоп                         | 7–6(7–4), 6–3           |